# Jean-Michel Aeby
Jean-Michel Aeby (Genève, 23 mei 1966) is een Zwitsers voormalig voetballer en coach die speelde als verdediger. Hij is de huidige trainer van de Zwitsers ploeg AC Bellinzona.

## Carrière
Aeby begon zijn carrière bij de Zwitsers ploeg Étoile Carouge. In 1986 tekende hij een contract bij AC Bellinzona waarbij hij drie seizoenen zou spelen en 42 wedstrijden speelde. In 1988 stapte hij over naar Lausanne-Sport, hij speelde er 91 wedstrijden in vier seizoenen voor. 
In 1991 vertrok hij om over te stappen naar Servette waar hij in zes seizoenen maar liefst 179 wedstrijden zou spelen en in 1994 landskampioen wordt met het team. In 1998 trok hij naar Meyrin FC en in 1999 trok hij naar CS Chênois om daar zijn carrière af te sluiten.
Nog geen jaar later begon hij CS Chênois te trainen daar waar hij zijn carrière afsloot. Na drie seizoenen ging hij naar Meyrin FC, ook hier was hij drie seizoen de coach maar moest door teleurstellende resultaten hier vertrekken. Tussen 2006 en 2008 keert hij terug naar de club waar hij het langst en het meest voor speelde, namelijk Servette.
Tussen 2010 en 2013 trainde hij vier verschillende clubs en werd hulptrainer bij Servette. Hoofdtrainer in die periode was hij van Neuchâtel Xamax, FC Baulmes, Stade Nyonnais en Étoile Carouge.
Nadat hij als hulptrainer het roer overnam tot 2014 bij Servette. Trainde hij FC Biel-Bienne een jaar, Lancy FC twee jaar en is hij sinds 2019 trainer van Yverdon-Sport. Tussen 2017 en 2019 was hij voor twee seizoen terug trainer van Étoile Carouge FC. In 2021 tekende hij een contract bij AC Bellinzona.

## Erelijst
- Servette FC Genève
  - Landskampioen: 1994